# غوردون أوليف
غوردون أوليف (بالإنجليزية: Gordon Olive)‏ هو طيار أسترالي، ولد في 3 يوليو 1916 في Paddington, Queensland ‏ في أستراليا، وتوفي في 20 أكتوبر 1987 في بوناه في أستراليا.